# 女子職業撞球大賽
女子職業撞球大賽總共3站，外加年度總冠軍賽1站。

## 例行賽
例行賽每站分ABCD四組，每組3人，交叉對戰，每組戰績第一之選手可晉級該站之冠軍戰。
分站冠軍賽由A組冠軍對上B組冠軍、C組冠軍對上D組冠軍。
再由兩方勝方爭奪分站冠軍。

## 年度總冠軍賽
年度總冠軍賽分成A、B兩組，每組4人，交叉對戰，預賽、複賽搶9局，冠亞軍搶11局，每組戰績第一、二名之選手可晉級之四強戰。
四強戰由A組第一出戰B組第二，B組第一出戰A組第二。
再由兩方勝方爭奪年度總冠軍。

### 2006女子職業撞球大賽
| 站別     | 冠軍           | 亞軍   | 季軍           |
| 一       | 譚湘玲(譚禾耘) | 柳信美 | 周婕妤、賴慧珊 |
| 二       | 譚湘玲(譚禾耘) | 柳信美 | 賴慧珊、周婕妤 |
| 總冠軍賽 | 譚湘玲(譚禾耘) | 柳信美 | 林沅君、賴慧珊 |

### 2007女子職業撞球大賽
| 站別     | 冠軍        | 亞軍   | 季軍                            |
| 一       | 柳信美      | 賴慧珊 | 林沅君、濱西由希子（ 日本）     |
| 二       | 金佳映（ ） | 柳信美 | 周婕妤、Amit Rubilen（ 菲律賓） |
| 三       | 林沅君      | 林倍君 | 柳信美、賴慧珊                  |
| 總冠軍賽 | 金佳映（ ） | 蔡佩真 | 張舒涵、柳信美                  |

### 2008女子職業撞球大賽
| 站別     | 冠軍   | 亞軍        | 季軍                        |
| 一       | 蔡佩真 | 柳信美      | 范瑞芳、周婕妤              |
| 二       | 周婕妤 | 金佳映（ ） | 柳信美、濱西由希子（ 日本） |
| 三       | 譚湘玲 | 高淑品      | 林沅君、林苗儀              |
| 總冠軍賽 | 周婕妤 | 林沅君      | 蔡佩真、金佳映（ ）         |

### 2009女子職業撞球大賽
| 站別     | 冠軍   | 亞軍   | 季軍                |
| 一站     | 周婕妤 | 蔡佩真 | 金佳映（ ）、張舒涵 |
| 二站     | 林沅君 | 柳信美 | 周婕妤、張舒涵      |
| 三站     | 周婕妤 | 柳信美 | 蔡佩真、張舒涵      |
| 總冠軍賽 | 周婕妤 | 賴慧珊 | 張舒涵、林沅君      |

### 2010女子職業撞球大賽
| 站別     | 冠軍   | 亞軍   | 季軍           |
| 一站     | 蔡佩真 | 林沅君 | 賴慧珊、周婕妤 |
| 二站     | 周婕妤 | 張舒涵 | 林筱琦、譚禾耘 |
| 三站     | 林沅君 | 譚禾耘 | 周婕妤、張舒涵 |
| 總冠軍賽 | 林沅君 | 周婕妤 | 譚禾耘、張舒涵 |

### 2012女子職業撞球大賽
| 站別     | 冠軍   | 亞軍   | 季軍           |
| 一站     | 林筱琦 | 林沅君 | 魏子茜、周婕妤 |
| 二站     | 車由蘭 | 魏子茜 | 郭思廷、林沅君 |
| 三站     | 林沅君 | 周婕妤 | 蔡佩真、魏子茜 |
| 四站     | 蔡佩真 | 周婕妤 | 林沅君、詹雅庭 |
| 總冠軍賽 | 郭思廷 | 林筱琦 | 周婕妤、魏子茜 |

### 2013女子職業撞球大賽
| 站別     | 冠軍   | 亞軍   | 季軍           |
| 一站     | 周婕妤 | 柳信美 | 郭思廷、賴慧珊 |
| 二站     | 譚禾耘 | 魏子茜 | 賴慧珊、周婕妤 |
| 三站     | 蔡佩真 | 周婕妤 | 譚禾耘、林筱琦 |
| 總冠軍賽 | 金佳映 | 蔡佩真 | 林沅君、譚禾耘 |

### 2014女子職業撞球大賽
| 站別     | 冠軍   | 亞軍   | 季軍           |
| 一站     | 林沅君 | 周婕妤 | 柳信美、詹雅庭 |
| 二站     | 周婕妤 | 蔡佩真 | 柳信美、吳芷婷 |
| 三站     | 林沅君 | 周婕妤 | 何心如、吳芷婷 |
| 總冠軍賽 | 魏子茜 | 吳芷婷 | 譚禾耘、周婕妤 |

### 2015女子職業撞球大賽
| 站別     | 冠軍   | 亞軍   | 季軍           |
| 一站     | 周婕妤 | 柳信美 | 譚禾耘、林沅君 |
| 二站     | 譚禾耘 | 詹雅庭 | 周婕妤、林筱琦 |
| 總冠軍賽 | 譚禾耘 | 魏子茜 | 周婕妤、林沅君 |